# Valentina Zeliáyeva
Valentina Andréyevna Zeliáyeva en ruso: Валентина Андреевна Зеляева; (Ulán-Udé, Rusia, 11 de octubre de 1982) es una modelo rusa. Zelyaeva es conocida por haber sido la cara de Ralph Lauren  durante 7 años seguidos. En 2008, fue la decimotercera modelo mejor pagada del mundo, ganando 2,3 millones de dólares.

## Biografía
Valentina Zelyaeva nació en Ulán-Udé, una ciudad de Siberia. Su padre era soldado y su madre quería ser maestra. Posteriormente, la familia se mudó a San Petersburgo y se estableció en Moscú cuando ella tenía 7 años.

## Carrera
Zelyaeva empezó como modelo a los 15 años. Una amiga le dio su tarjeta de modelo, pero al principio le daba vergüenza llamar. Su madre la llevó a la agencia, donde la contrataron de inmediato. Zelyaeva participó en el concurso Elite Model Look, pero no ganó. Después, Zelyaeva empezó a trabajar en Japón durante dos años, donde aprendió inglés y empezó a ayudar a su familia en Rusia.
El gran salto de Zelyaeva llegó en 2003. Ralph Lauren quedó muy impresionado con ella y la invitó a abrir su desfile, contratándola para la siguiente campaña. Zelyaeva ingresó en una escuela de modelos en Milán para aprender a comportarse frente a la cámara y a desfilar. A lo largo de su carrera, Zelyaeva ha aparecido en las portadas de las ediciones española, china, griega y mexicana de Vogue, así como en las de Elle y Harper's Bazaar.
Zelyaeva ha aparecido en anuncios impresos de Tommy Hilfiger, Coach, Calvin Klein y Ralph Lauren, con quien firmó un contrato por 7 años para aparecer en sus campañas. Valentina desfiló para marcas como Ralph Lauren, Christian Dior, Versace, Dolce & Gabbana, Alexander McQueen, Fendi, Valentino, etc. Zelyaeva también fue el rostro de dos campañas de L'Oreal.

### Carrera en Ralph Lauren
Valentina debutaría para Ralph Lauren en el 2004. En este mismo año se convirtió en la cara de la marca junto a Filippa Hamilton, abriendo 10 desfiles en total. De estos 10 desfiles, 8 los abrió consecutivamente durante 2005 y 2008. Su último desfile para la marca fue en 2015.

## Actualidad
En la actualidad, Zelyaeva reside en Ko Samui, una isla de Tailandia. Según la modelo, se mudó allí para tomarse un descanso y pasar tiempo en un solo lugar.